# Andreas Spering
Andreas Spering (1966) is een Duitse dirigent en klavecinist die gespecialiseerd is in oude muziek.

## Biografie
Spering studeerde in Essen, bij de Duitse componist en orgelspeler Gerd Zacher. Zijn oudere broer, Christoph Spering, is ook dirigent. Van 1990 tot 1994 was hij klavecinist bij Musica Antiqua Köln, waar hij met dirigent Reinhard Goebel werkte.
In 1996 werd hij artistiek leider van de Brühler Schlosskonzerte, een jaarlijks muziekfestival in het Duitse Brühl, waar het werk van Joseph Haydn de rode draad vormt. Datzelfde jaar richtte hij het Capella Augustina orkest op, het huisorkest van dat festival. Capella Augustina houdt zich bezig met historische uitvoeringspraktijk.
Van 1999 tot 2007 was hij muzikaal leider van de Händel Festspiele in het Badisches Staatstheater Karlsruhe, waar hij verschillende opera's van Georg Friedrich Händel dirigeerde. 
Spering dirigeerde ook opera's in Sevilla, Göteborg, Bern, Rouen, Straatsburg, Kopenhagen, Essen en Hannover. Hij dirigeerde orkesten zoals het WDR Sinfonieorchester, Bamberger Symphoniker, Staatskapelle Weimar, Konzerthausorchester Berlin, Orquesta Nacional de España, Scottish Chamber Orchestra, Mozarteumorchester Salzburg, Göteborg Symfonieorkest, Symfonieorkest van Helsinki, NHK-symfonieorkest, Royal Scottish National Orchestra, Stavanger Symfoniorkester, Orchestra Sinfónica de Euskadi, Philharmonie Zuidnederland, Musikkollegium Winterthur, Zürcher Kammerorchester, Kammerorchester Basel, Ensemble Orchestral de Paris, Gewandhausorchester Leipzig en Beethovenorchester Bonn.
Met Rinaldo van Georg Friedrich Händel stond hij in 2005 in Opera Gent en in deSingel in Antwerpen.
In 2007 dirigeerde hij verschillende opera's van Wolfgang Amadeus Mozart in de Vlaamse Opera. In Gent bracht hij Don Giovanni, met de Finse bariton Tommi Hakala in de hoofdrol, op het Sint-Pietersplein. In Antwerpen werd het Le Nozze di Figaro, met Paolo Szot, Maria Bengtsson en Liesbeth Devos.
Tijdens het seizoen 2018-'19 was hij artistiek directeur van Staatstheater Mainz, waar hij een opvoering van Saul van Haydn dirigeerde.
In 2021 dirigeert hij in deSingel het Brussels Philharmonic en het Vlaams Radiokoor tijdens een uitvoering van Requiem van Gabriel Fauré, dat als live-begeleiding opgevoerd wordt tijdens een vertoning van de documentaire film Sky Burial van kunstenaar Mat Collishaw.

## Onderscheidingen
- In 2008 kreeg hij de Preis der Deutsche Schallplattenkritik voor de opname van Haydns Il ritorno de Tobia.[15]